# 石山建一
石山 建一（いしやま けんいち、1942年9月6日 - ）は、静岡県静岡市駿河区出身の元社会人野球の野球選手・監督である。

## 来歴・人物
静岡市立高松中学校に柔道部がなく、野球部に入部したのが野球人生のきっかけとなった。
1958年に静岡県立静岡高等学校に入学し、甲子園でなかなか初戦の壁を破れなかった同校野球部に勝利をもたらすべく、毎朝登校前に久能山東照宮の1159段の石段を駆け上がる、腕立て伏せ200回や右手左手200回ずつの握力トレーニングを日課とするなどの鍛錬を重ねた。
その甲斐あって1960年に春夏連続で甲子園に出場し、主将、遊撃手、三番打者として活躍。春の選抜は1回戦で平安高に延長10回惜敗。夏の選手権ではエース石田勝広の好投もあって勝ち進み、決勝に進出する。しかし、法政二高の柴田勲に完封を喫し準優勝にとどまった。
高校卒業後、1961年に石田とともに早稲田大学（石山は商学部）に進学。野球部に入部し、1年生の春からベンチ入り、主に二塁手として活躍する。東京六大学野球リーグでは、1964年春季リーグで宮本洋二郎、江尻亮の両エースを擁し、7季ぶりの優勝に貢献した。同年の全日本大学野球選手権大会では決勝で駒大に敗れ準優勝。リーグ通算73試合出場、243打数60安打、打率.247、0本塁打、11打点。
大学卒業後、1965年に社会人野球の日本石油に入団。1966年の都市対抗では準決勝に進み、熊谷組と対戦するが、エース平松政次が打ち込まれ敗退。しかし、同年の第1回社会人ベストナインを獲得（遊撃手部門）する。翌1967年の都市対抗では、平松を擁し決勝に進出。日本楽器を完封で降し、5年ぶりの優勝を飾る。1969年の産業対抗では決勝で北海道拓殖銀行に敗退するが、同大会の敢闘賞を獲得した。日本石油では主将・助監督を歴任し、1973年に現役を引退した。
現役引退とともに日本石油を退職し、1974年1月、石井藤吉郎の後任として母校である早稲田大学野球部の第11代監督に就任（石井は総監督に退いた〔1974年のみ〕）。この際に早大野球部長の樫山欽四郎が、早大の先輩である堤義明に野球部監督退任後に石山の面倒を見るよう依頼したが、堤はこれを快諾してただちに石山を国土計画の社員として採用、早大へは出向という形となった。就任早々東京六大学春季リーグ戦で優勝を果たし、さらに第23回全日本大学野球選手権大会で15年ぶり2回目の大学日本一を達成した。選手にグラウンドで歩くことを禁じ、吉沢俊幸・松本匡史・八木茂の“花の二年生トリオ”を大胆にコンバートするなど、スピード感ある野球を目指した結果の栄冠だった。同年、第3回日米大学野球選手権大会日本代表監督を務めた。
その後、江川卓を擁する法政大学の後塵を拝する日々が続いたが、1978年秋季リーグ戦で三冠王岡田彰布や金森栄治らの強力打線で9シーズンぶりに天皇杯を奪回した。これを置き土産に同年、監督を退いた。
1979年からは、創部したばかりの社会人野球・プリンスホテル硬式野球部助監督に就任。1985年から1994年までは監督を務め、1989年の第60回都市対抗野球大会では橋本武広・石井浩郎らを擁して初優勝した。また、西武ライオンズの立ち上げの際には西武球場の設計アドバイザーを務めた。
こうした実績を評価されて1995年に読売ジャイアンツ編成本部長補佐兼二軍統括ディレクターに就任した。本人によれば「西武やダイエーからも誘いがあったが、長嶋茂雄監督からの熱心な誘いにほだされた」という。編成本部長時代には清原和博、広澤克実ら他球団の主力をフロント主導でフリーエージェント (日本プロ野球)で獲得したためアンチ巨人等から「欲しい欲しい病。」と揶揄された。一方で近鉄バファローズを事実上戦力外になっていた早大の後輩でプリンスホテル時代の教え子の石井浩郎を入団させるなど温情も見せている。翌年から同補佐兼国際課長となり、1999年シーズン終了後に退団。現在は全国で講演活動や野球指導を行っている。

## キャリア・経歴
- 全日本大学野球選手権大会優勝監督
- 都市対抗野球大会優勝監督
- 日米大学野球選手権大会日本代表監督